# Hünstollen
Der Hünstollen ist ein 423,7 m ü. NHN hoher Berg im Nordosten des Göttinger Waldes im Landkreis Göttingen in Südniedersachsen.

## Geographie
Der Hünstollen ist ein bewaldeter Berg knapp 1,7 km nordwestlich von Bösinghausen, einem nördlichen Ortsteil von Waake. Sein Gipfel liegt in der Gemarkung Pless-Forst in der Gemeinde Bovenden. Er sticht aus der steilen Schichtstufenkante des Göttinger Walds, einem südlichen Teil des Leineberglands, spornartig nach Osten vor. Der Berg ist, zum Beispiel von Bösinghausen kommend, nur auf Wanderwegen zu erreichen.

## Geschichte
Durch Steilhänge an drei Stellen geschützt, bot sich das Gelände des Hünstollen für die Errichtung einer Befestigung hervorragend an. Die ungeschützte Westseite wurde durch drei hintereinander gestaffelte Ringwall-Graben-Linien abgeriegelt, wobei der innerste Wall aus dem Versturzmaterial einer Natursteinmauer besteht. Der geschützte großflächige Innenraum diente der Bevölkerung der Umgebung des Bergs mit ihrer Habe als Fluchtburg in unsicheren Zeiten.
Wie die Ergebnisse kleinerer Grabungen von 1905 und 1959 zeigen, finden sich hier nur sporadische Besiedlungsreste. Die zum Teil in der Anlage der Befestigungswälle während der Grabungen erkannte Zweiphasigkeit bestätigte sich durch geborgene Funde: Keramikreste und wenige Metallfunde lassen sich zum einen in die ältere vorrömische Eisenzeit (ca. 500 v. Chr.) zum anderen in das hohe Mittelalter (9.–12. Jahrhundert) datieren.
Die Befestigung umfasste ein Areal von 220 m Länge und max. 185 m Breite. Der innere der drei Wälle ist dem Mittelalter zuzuordnen, er wird aus dem Versturz einer Mauer gebildet. Diese war im südlichen Drittel gemörtelt und ca. 1 m breit. Im mittleren und nördlichen Teil war sie als 1,40–1,90 m breite Trockenmauer in Schalenbauweise ausgebildet. Unmittelbar hinter ihrem Tor wurde ein 2 × 3,50 m großes Gebäude mit unklarer Datierung ergraben. Möglicherweise zog sich die Trockenmauer ganz um die Bergnase herum, zumindest auf der Nordseite sind Reste nachgewiesen worden. Bemerkenswert sind mehrere als flache Erhebungen sichtbare, mittelalterliche Kalkbrennöfen auf der Innenfläche.
Der mittlere und der äußere Wall sind in der Eisenzeit errichtet worden und bestehen aus einfachen Aufschüttungen ohne Holzeinbauten mit vorgelagerten Spitzgräben. Der Spitzgraben des äußeren Walles ist im Mittelalter zu einem Sohlgraben erweitert worden, der Aushub diente zur Erhöhung des Walles. Der mittlere Wall besaß an der Vorderfront eine Steinverblendung. Ein Waldweg durchschneidet alle drei Wälle etwa mittig, der ursprüngliche Zugang zur Burg erfolgte aber im Süden entlang des Steilhangs.

## Tourismus und Aussichtsturm

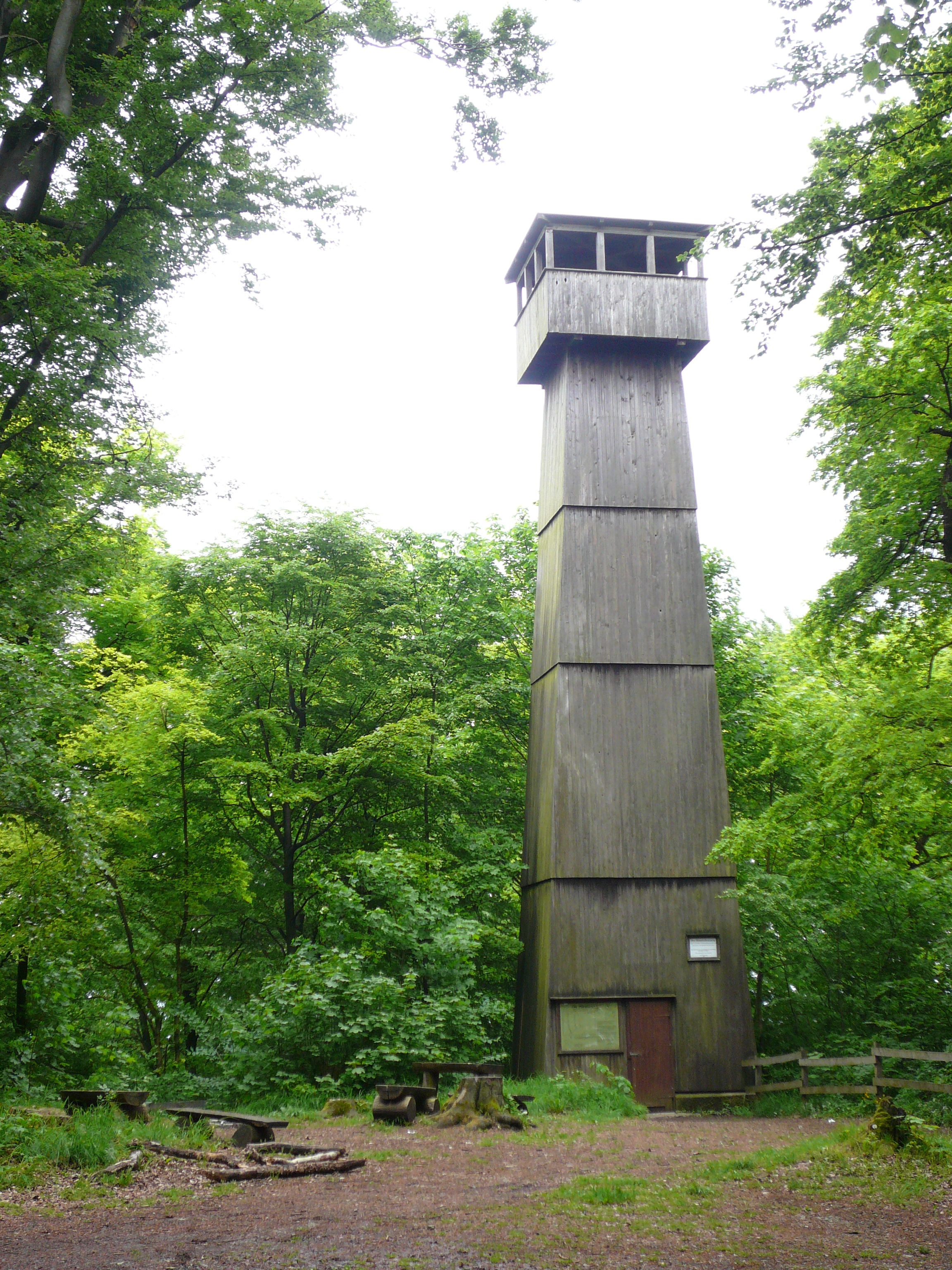
Aussichtsturm auf dem Bergsporn des Hünstollen, 2008

Seit Mitte des 19. Jahrhunderts dient der Hünstollen mit seiner Waldlandschaft der Erholung im Göttinger Stadtwald, weshalb der Göttinger Verschönerungsverein 1882 auch eine Schutzhütte auf dem Gipfel errichtete. Bereits ein Jahr später wurde diese durch den Gastwirt Finke vom Struthkrug um ein weiteres Häuschen ergänzt und es wurde jeweils sonntags ein Ausschank durchgeführt. 1913 hatte bereits der Holzeroder Gastwirt Heinrich Degenhardt den Ausschank übernommen. Er beteiligte sich am Bau eines Aussichtsturmes durch den Göttinger Verschönerungsverein, indem er die Kosten für die Fundamentierung des Sockels übernahm. Der Bau erfolgte 1913 durch den Zimmermeister Heinrich Kolle aus Holzerode, dessen Betrieb auch 1924 und 1934 Renovierungen von Schutzhütte und Turm durchführte. Eine weitere Renovierung erfolgte 1950. 1972 wurde dann noch einmal kräftig in den Turm investiert. Er wurde um etwa 7 Meter erhöht, um den Ausblick über die hochgewachsenen Baumwipfel zu erhalten. Des Weiteren wurde er mit einem Matalldach versehen. Nachdem die Bewirtschaftung aufgegeben wurde, verfiel die Schutzhütte. Heute sind nur noch der Turm und einige Sitzbänke und Tische vorhanden.
Von der Aussichtsplattform des Turms lassen sich in Richtung Osten Teile des Untereichsfelds sowie Teile des Harzes (einschließlich Brocken) überblicken. Nach Südosten blickt man zum Ohmgebirge, in Richtung Süden zum Aussichtsturm Harzblick nahe der Mackenröder Spitze, nach Südwesten zum Kaufunger Wald, nach West-Südwesten zum Gaußturm auf dem Hohen Hagen im Dransfelder Stadtwald und nach Nordwesten zum Solling. Nachdem der Turm über längere Zeit gesperrt war, wurde nach einer zimmermannmäßigen Instandsetzung und vollständiger Neuverkleidung aus sibirischem Lärchenholz im Juni 2021 wieder eröffnet.